# Jesús Pabón
Pour les articles homonymes, voir Pabón.
Jesús Pabón y Suárez de Urbina, né le 26 avril 1902 à Madrid et mort le 26 avril 1976 dans la même ville, est un journaliste, politicien et historien espagnol, qui fut président de l'agence de presse EFE de 1960 à 1963.

## Biographie
Né à Séville en 1902 dans une famille de traditionalistes andalous, il fait des études chez les jésuites puis devient directeur du journal El Correo de Andalucía. Pendant la Il s'occupe de coordonner les censeurs, au sein d'une délégation dont il prend la tête, en coordination avec Arias Paz. Il est chargé en particulier de la propagande dirigée vers les pays "hostiles". Son travail se révèle alors tellement efficace qu'il permit à Franco de se faire un grand nombre d'amis à Paris et Londres.
Il mène parallèlement une carrière universitaire, centrée sur l'étude de l'histoire contemporaine, d'abord à l'Université de Grenade puis à l'Université de Séville. Plus tard, il sera nommé membre de la Commission Internationals du travail de l'UNESCO. Son frère José Manuel Pabón était un helléniste réputé.